# Saïf al-Islam al-Gaddafi
Sayf-al-Islam Muàmmar al-Qaddhafí (àrab: سيف الاسلام معمر القذافي, Sayf al-Islām Muʿammar al-Qaḏḏāfī) o Saïf al-Islam al-Gaddafi (Trípoli, 25 de juny del 1972) és un enginyer i polític libi, segon fill del líder d'aquest país des del 1969 Moammar al-Gaddafi.
Ha estat sovint presentat com el successor potencial del seu pare.
Posseeix un grup de mitjans informatius de capital privat anomenat "9/1" (en al·lusió a la data del cop d'Estat que va dirigir el seu pare), que inclou un canal de televisió per satèl·lit (Al-Libiyya), dos diaris (Ayuya i Corina) i pàgines web com Al-Libiyya.

## Biografia
Va néixer el 5 de juny de 1972 a la caserna de Bab al-Azizia de Trípoli, on residia la família del coronel Gaddafi de qui és el segon fill amb la seva segona esposa, Safiyya Ferkash. Saïf té cinc germans, dels quals només una dona. Encarna el lideratge de la facció reformista del grup del govern libi oposada a la conservadora.
Saïf al-Islam va estudiar preescolar i primària a les escoles del barri popular proper al seu lloc de residència en companyia de fills de militars i ciutadans pobres del barri d'Abu Salim a les escoles públiques de Trípoli. La seva educació secundària la va realitzar a l'escola pública 'Alí Wariz.
Es va graduar en enginyeria en la universitat Al-Fateh de Trípoli el 1994 i l'any 2000 va fer un màster en administració d'empreses en la Universitat IMADEC de Viena. Posteriorment, l'any 2008, va esdevenir doctor a la London School of Economics amb una tesi anomenada El paper de la societat civil en la democratització de les institucions de govern global: del poder "light" a la presa de decisions col·lectiva?.
És un arquitecte amb la seva pròpia agència a Trípoli, la National Engineering Service and Supplies Company.
El 1986, és a Trípoli durant els bombardejos americans sobre la capital i Bengasi. La seva germana adoptiva, llavors amb 2 anys, va morir. En els anys 1990, el seu tutor pels assumptes d'Estat és Moussa Koussa, cap dels serveis d'informació del seu país.
Llavors, s'implica en els assumptes exteriors del seu país. El 1997, crea una associació benèfica, la Fundació internacional Gaddafi per al desenvolupament. El 2000, negocia l'alliberament d'occidentals presos com a ostatges a les Filipines pel grup d'extremistes islamistes Abu Sayyaf, en l'assumpte anomenat dels «ostatges de Jolo ». El 2003, publica un informe sobre les violacions dels drets humans al seu país.
El 2004 negocia amb diversos països occidentals l'acord d'indemnització de les víctimes de dos atemptats que implicaven Líbia, el de Lockerbie contra un Boeing 747 de la Pan Am el 1988, i el de l'explosió del vol 772 de l'UTA sobre el Níger el 1989.
En 2007, té un paper determinant en el regateig vinculat al tema de les infermeres búlgares. El 21 d'agost de 2009, acull el terrorista Abdelbaset al-Megrahi a la seva tornada a Líbia després d'haver estat alliberat per raons mèdiques. Segons Saïf al-Islam, l'informe d'al-Megrahi formava part de les transaccions comercials en relació amb contractes entre Líbia i la Gran Bretanya, informació desmentida pel govern britànic. Divulgarà igualment llavors al diari Le Monde informacions relatives al contracte d'armament negociat entre Trípoli i París.

## Revolució líbia de 2011
Durant els aixecaments de febrer de 2011, es va adreçar al poble a la televisió líbia el vespre del 20 de febrer de 2011 apel·lant a l'exèrcit per reprimir les manifestacions de Bengasi i de Trípoli. Va afirmar que els culpables de les revoltes eren les faccions tribals i els islamistes que, drogats i beguts, actuaven pel seu compte. Va anunciar reformes al mateix temps que va dir que l'alternativa era una guerra civil que aturaria el comerç i els ingressos del petroli, i que el país seria controlat per estrangers. Es van incendiar nombrosos edificis durant aquella nit i molts manifestants van ser massacrats a partir del dilluns següent. Va repetir davant la cadena Aràbia Saudita Al-Arabiya, el 26 de febrer, que "la situació és excel·lent en les tres quartes parts del país" i que "els manifestants són manipulats per l'estranger", mentre que la insurrecció feia estralls.
El 28 de febrer va aparèixer un vídeo a Internet en què Saïf apareix brandant una arma automàtica, incitant un grup de partidaris del règim a lluitar contra l'oposició i prometent-los armes.
El 18 de març, hores després que l'ONU adoptés una resolució en què va aprovar la creació d'una zona d'exclusió aèria, va declarar que la decisió era injusta perquè el règim va afirmar des del principi de la revolució que no hi havia cap atac aeri contra civils ni bombardejos sobre barris civils o manifestacions. També va afirmar que la població de Bengasi, controlada pels rebels, tenia por de les milícies armades, que estaven per tot arreu, havien muntat els seus propis tribunals i executaven la gent que es manifestava en contra seua. Fou capturat el 21 de juny durant l'atac rebel a la capital.

## Vida privada
Saif al-Islam Gaddafi va tenir una relació el 2006 amb l'actriu israeliana Orly Weinerman. És conegut per les seves ximpleries a les capitals europees, sobretot a París. Pel seu trenta-setè aniversari, organitza una gran recepció a Montenegro el 2009. Els multimilionaris Peter Munk i Oleg Deripaska, així com el príncep Albert II de Mònaco figuren entre els convidats. Alguns arriben en avió de reacció privat, i són instal·lats a bord de dos immensos iots ancorats davant l'Splendid Hotel  de Becici, lloc on es va mantenir la recepció. Ha donat també sumptuoses vesprades a Mònaco o a Saint-Tropez.